# Могилевский, Леонид Яковлевич
Леонид Яковлевич Могилевский (укр. Леонід Якович Могилевський; 18 февраля 1886, Одесса — 25 июня 1950, Одесса) — украинский дирижёр, трубач и музыкальный педагог. Брат Александра и Давида Могилевских.

## Биография
Окончил Одесское музыкальное училище (1902). С 1908 года солист оркестра Одесской оперы, одновременно преподавал в Музыкальном училище. После преобразования училища в Одесскую консерваторию продолжал преподавать в ней до конца жизни (с перерывом в 1941—1945 гг.), с 1935 года заведовал кафедрой духовых и ударных инструментов, с 1947 года профессор. В 1933 году активно участвовал в организации музыкальной школы Столярского.
В 1922—1924 гг. дирижёр передвижной оперной труппы, в 1927—1938 гг. — симфонического оркестра Одесского радио, в 1939—1941 и затем в 1945—1947 гг. — симфонического оркестра Одесской филармонии. В 1942—1945 гг. в эвакуации в Ашхабаде, преподавал в музыкальном училище, дирижировал оркестром драматического театра.
Могилевскому принадлежат небольшие сочинения для трубы (Ноктюрн, Скерцо и др.), транскрипции произведений Моцарта, Бетховена, Сен-Санса и др.
Леонид Могилевский стал родоначальником музыкальной династии: дочь — музыкальный педагог, пианистка Серафима Могилевская, внук — пианист Евгений Могилевский, правнук — пианист Александр Могилевский.
В 2016 году в Одессе состоялся I Всеукраинский конкурс молодых исполнителей на медных духовых и ударных инструментах имени Леонида Могилевского.